# Kloster Michaelstein

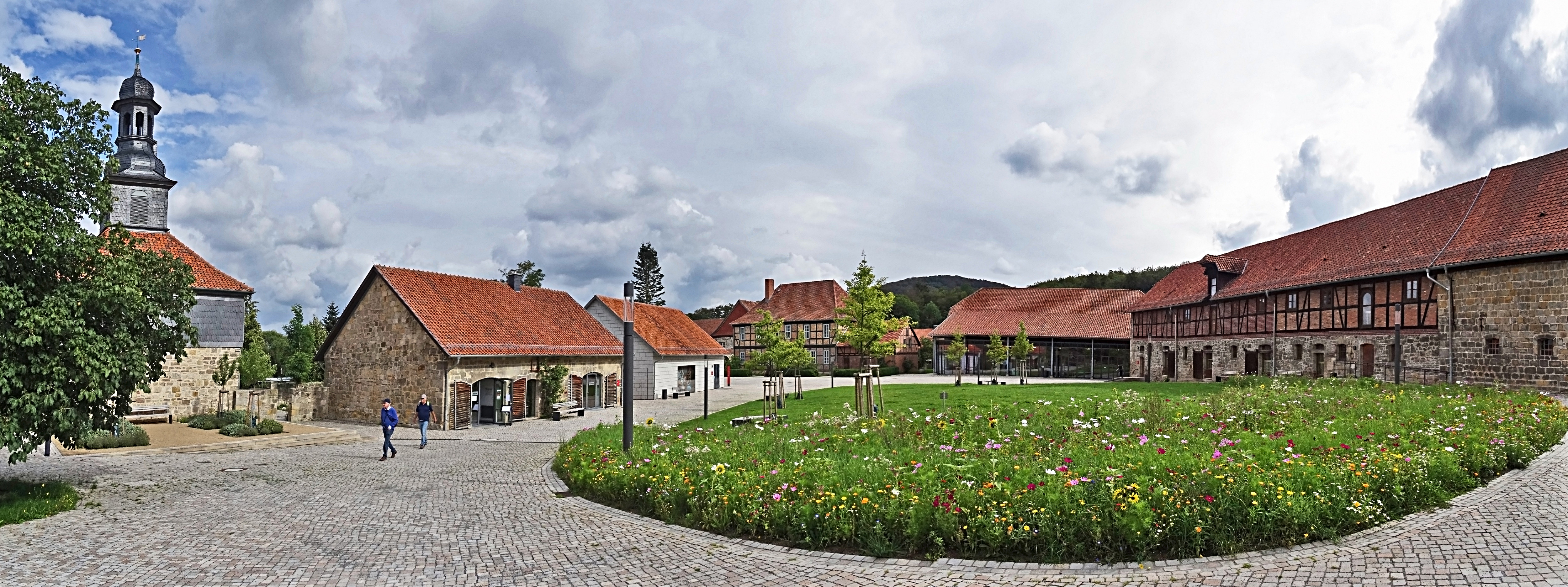
Klosterhof

Kloster Michaelstein (Lapis sancti Michaelis) ist eine ehemalige Zisterzienser-Abtei in Blankenburg (Harz) in Sachsen-Anhalt. Die an der Straße der Romanik und dem Harzer Klosterwanderweg gelegene Klosteranlage befindet sich in treuhänderischer Verwaltung der Kulturstiftung Sachsen-Anhalt und dient heute als Musikakademie, Konzert- und Veranstaltungsort, Tagungshaus und Museum.
In der Außenwand der barocken Klosterkirche, welche sich im Westflügel des Klosters befindet, sind die sterblichen Überreste der Kaisertochter Beatrix I. († 1061) eingemauert. Vom Kloster als Ölmühle genutzt wurde die in der Nähe befindliche Mönchemühle am Goldbach.

## Geschichte

### Vorgeschichte
Die Ursprünge der Klostergeschichte werden in der älteren Literatur ins 9. Jahrhundert verortet, also weit vor die Zisterzienserzeit. Es heißt, die Einsiedlerin Luitbirg habe sich in eine Naturhöhle, etwa drei Kilometer talauswärts, zurückgezogen. Im Jahr 956 schenkte Otto I. dem Stift Quedlinburg nachweislich eine dem Erzengel Michael geweihte Kirche an dieser Stelle mit zugehörigen Ortschaften, wobei die benachbarte Höhle als ehemalige Wohnstätte der Einsiedlerin genannt wird. Eine Verortung der Liutbirgsklause zum Kloster Wendhusen in Thale steht jedoch wiederholt zur Debatte. Um 1118 ist der Einsiedlerpriester Bernhard auf dem „Michaelstein“ bezeugt. Neben ihm siedelte sich eine vorklösterliche Gemeinschaft an. Im Gegensatz zur später als cappella bezeichneten Michaelskirche war die eng benachbarte Höhlenkirche hingegen Maria und Volkmar geweiht. Nach diesem Volkmar ist in der lokalen Tradition die Einsiedlergemeinschaft als „Volkmarsbrüder“ benannt worden. Historisch greifbar ist das allerdings nicht. Nachdem aber das Zisterzienserkloster Michaelstein im 12. Jahrhundert am Talausgang gegründet worden war, verlor der „Michaelstein“ seinen Namen an die Abtei und wurde fortan zum „Volkmarskeller“. Bis weit ins 15. Jahrhundert blieb er ein beliebter Wallfahrtsort.

### Mittelalter

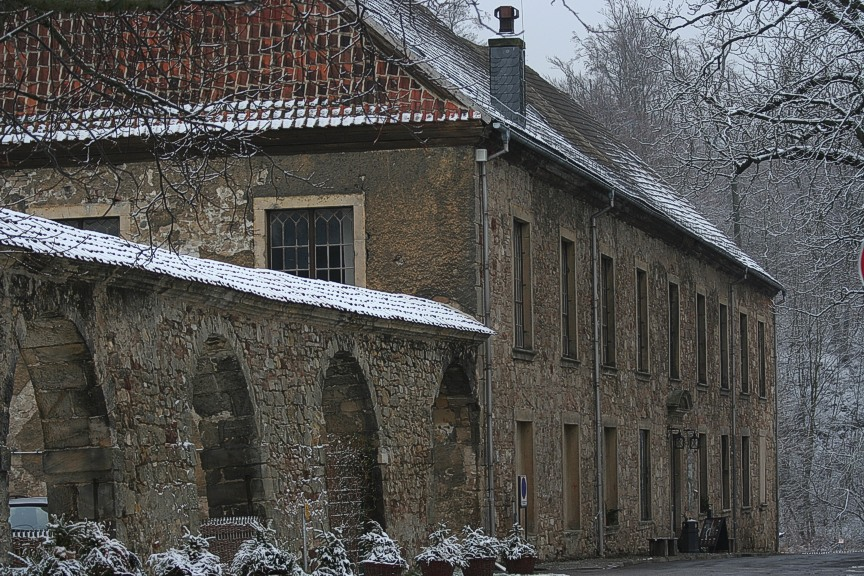
Westflügel des Klosters Michaelstein (Außenansicht)

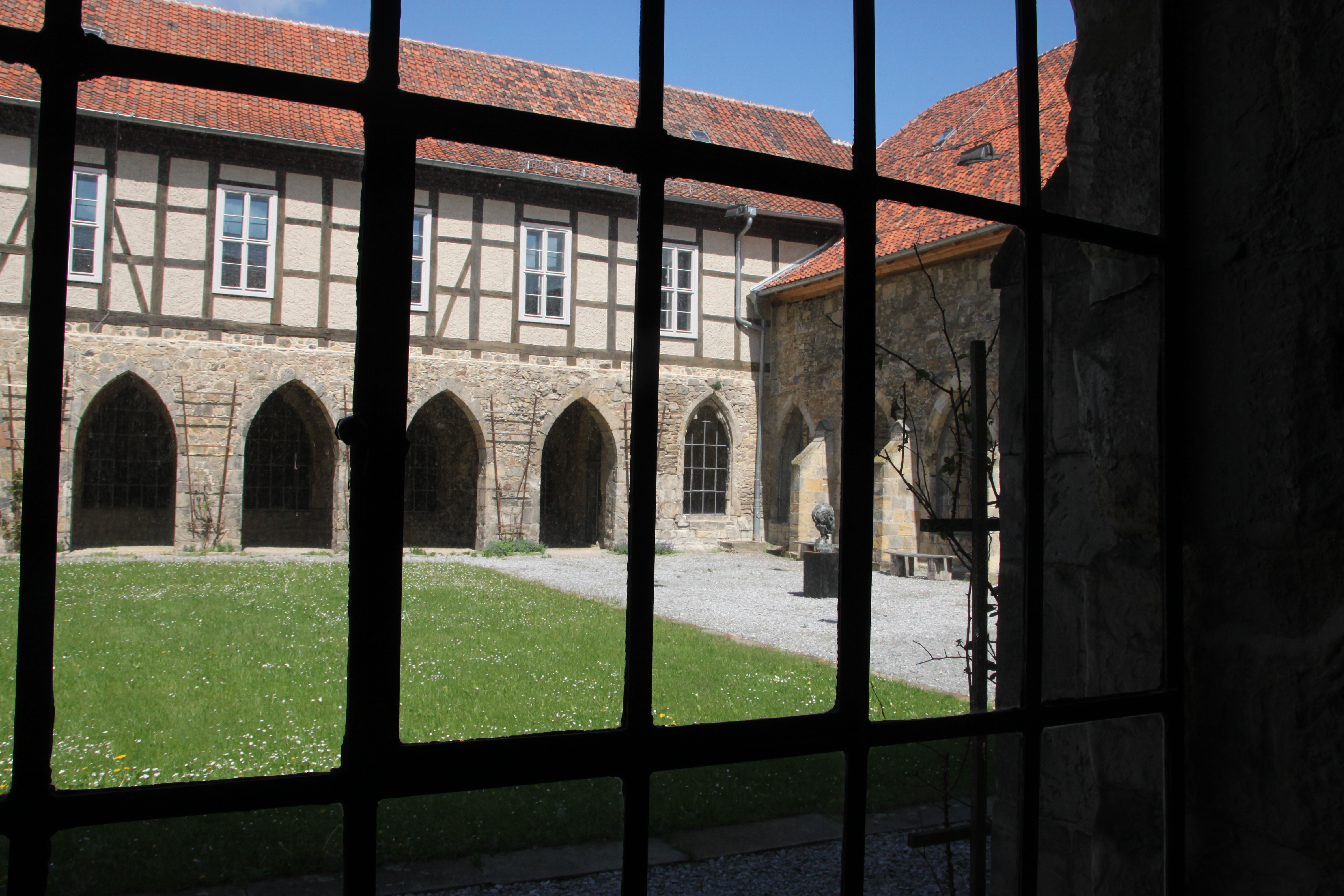
Innenhof

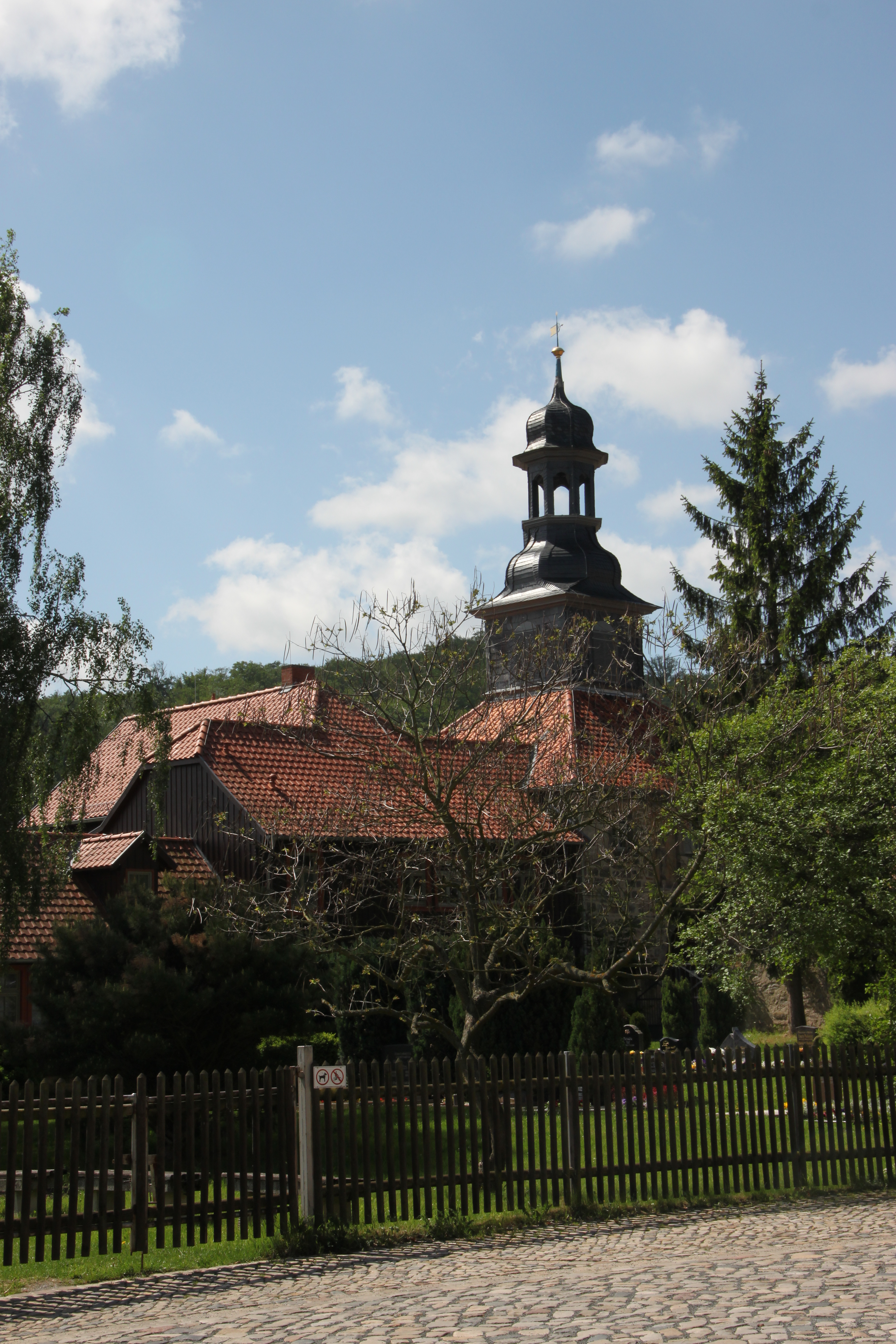
Außenansicht

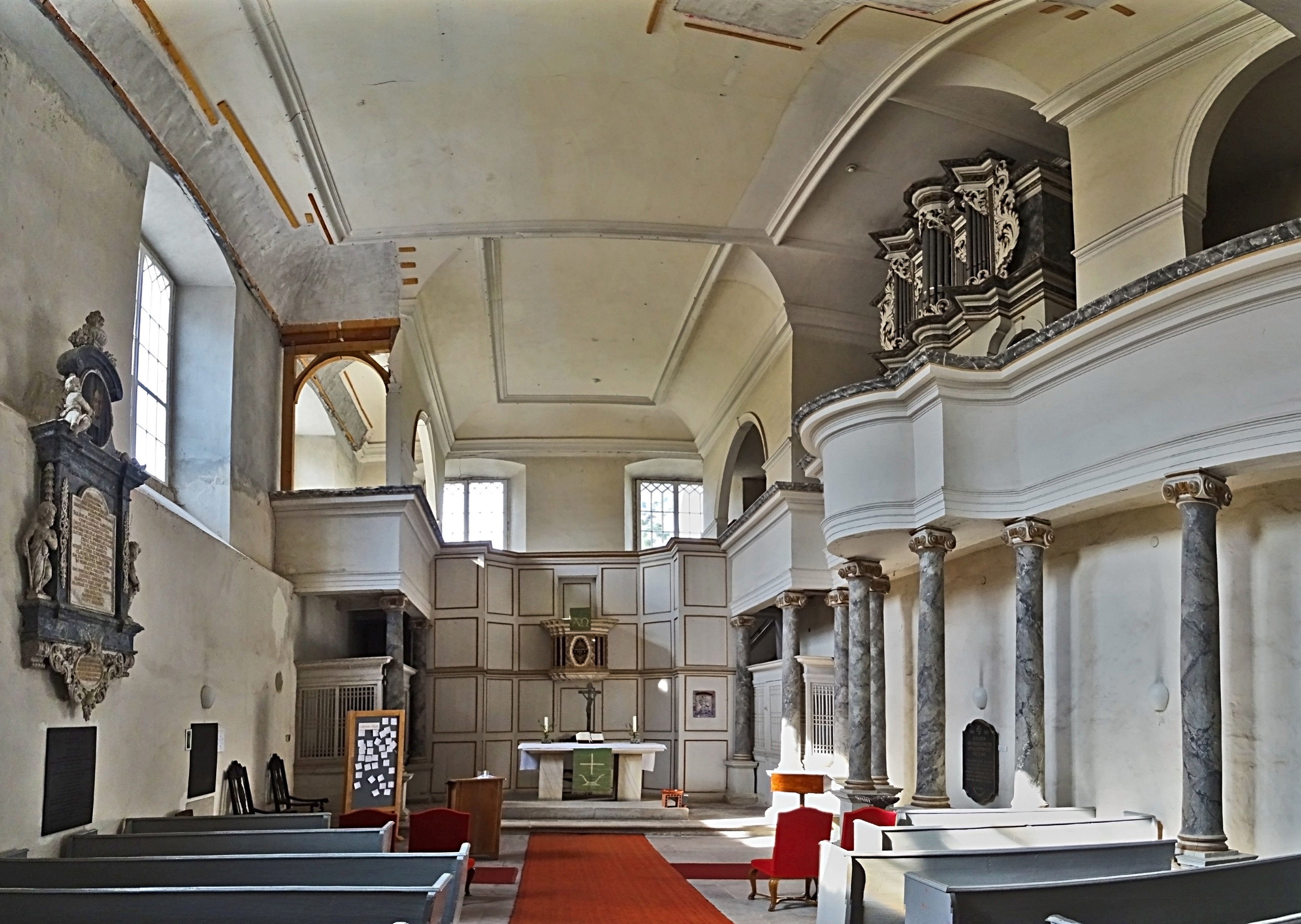
Innenansicht

Die Zisterziensergeschichte Michaelsteins begann in den 1130er Jahren. Das Reichsstift Quedlinburg war einer der größten Grundbesitzer der Region. Graf Burchard von Blankenburg, Lehnsmann des Quedlinburger Stiftes, übereignete im 12. Jahrhundert mit Erlaubnis der Äbtissin mehrere Güter zur Stiftung eines Klosters, in das er selbst später als Mönch eintrat. Im Dezember 1139 bestätigte Papst Innozenz II. die Schenkung. Damit war die Gründung eines regulären Klosters unter Beachtung der Benediktsregel eingeleitet. In der Stiftungsurkunde von 1146 bezeichnete sich die Äbtissin Beatrix II. von Quedlinburg darauf als Gründerin. Aus der Bestätigungsurkunde Papst Eugens III. von 1152 stammt die erste eindeutige Erwähnung eines Zisterzienserkonvents. Entsprechend der Ordensbestimmungen musste Äbtissin Beatrix II. auf das sonst übliche Unterstellungsverhältnis verzichten, gestand freie Abtswahl und Unabhängigkeit der Zisterze zu. Unter der Führung des Abtes Roger war die Besetzung des Klosters Michaelstein von Kamp (Altenkamp) aus erfolgt.
Aus einem anfänglich beschwerlichen Leben entwickelte sich eine wirtschaftlich erfolgreiche Abtei. Schenkungen, die gelobte Armut sowie das von Arbeit und strenger Eigenwirtschaft bestimmte Leben erhöhten den klösterlichen Besitz bis zum Ende des 12. Jahrhunderts auf etwa 500 Hufen (ca. 3500 Hektar), hundert Jahre später auf etwa 700 Hufen. Den wirtschaftlichen Schwerpunkt stellte der Klosterkomplex selber dar. Hier fanden sich alle Agrar- und Wirtschaftsgebäude, die das autarke Klosterleben überhaupt erst ermöglichten. Erhalten geblieben sind die zahlreichen Fischteiche. In alten Karten finden sich zudem Bezeichnungen von Mühlen, Weinberg, Hopfen- und Obstgarten.
Die großen Wirtschaftshöfe – Grangien – konzentrierten sich zunächst auf die nähere Umgebung. Später kamen Ländereien zum Beispiel um Aschersleben, Gatersleben und in Verbindung mit der deutschen Ostkolonisation sogar Besitzungen in Mecklenburg hinzu. Anteile an der Lüneburger Saline und am Rammelsberger Bergwerk zeugen vom regen wirtschaftlichen Leben Michaelsteins. Obwohl das Kloster sich regional und überregional engagierte, verblieb es doch in recht bescheidenen Verhältnissen. Auch kam es zu keiner einzigen Tochtergründung.
Die Michaelsteiner Äbte waren hingegen als Diplomaten für weltliche und geistliche Potentaten unterwegs. Die Päpste setzten sie regelmäßig als Überbringer päpstlicher Schreiben ein. Sie fungierten als Mediatoren, führten Verhandlungen und übten das Schiedsrichteramt am weltlichen Damenstift Quedlinburg aus.
Auch der Krankenpflege waren die Michaelsteiner Zisterzienser verschrieben. Schon vor dem 13. Jahrhundert war der Abtei ein Hospiz angegliedert, das durch Graf Siegfried von Blankenburg erneuert und umfangreich ausgestattet wurde. Einen urkundlichen Hinweis auf den Infirmarius – den Leiter des Hospizes – findet sich für das Jahr 1234.
1525, im Zuge der Bauernkriege, ereilte Michaelstein das gleiche Schicksal wie viele andere Klöster seiner Zeit. Am 10. Mai überfielen, plünderten und zerstörten aufständische Bauern einen Teil der Klostergebäude. Die Bauern zerstörten die Klosterkirche, Bildnisse und Darstellungen fielen ihnen zum Opfer. Die Mönche retteten sich rechtzeitig auf die Heimburg. Notdürftig konnten die Klostergebäude saniert werden. Für die Reparatur der Kirche fehlten jedoch finanzielle Mittel. In der Folgezeit wurde der Kapitelsaal geweiht und zum Gottesdienst verwendet. Doch bereits 1533 traf die Abtei der nächste Schicksalsschlag. Wilhelm von Haugwitz überfiel im Herbst 1533 die Zisterze. Plünderungen und Zerstörungen waren die Folge. Haugwitz befehdete sich mit Herzog Georg von Sachsen, dem Schutzherrn des Reichsstifts Quedlinburg. Klostergüter mussten veräußert werden, um die wiederum beschädigten Gebäude in Stand setzen zu können. Die zerstörte Kirche wurde jetzt endgültig aufgegeben. Durch archäologische Grabungen sind zumindest die Grundstrukturen bekannt. Ein letzter Überrest zeigt sich mit der nördlichen Außenwand des Kreuzganges.

### Reformation und protestantisches Kloster

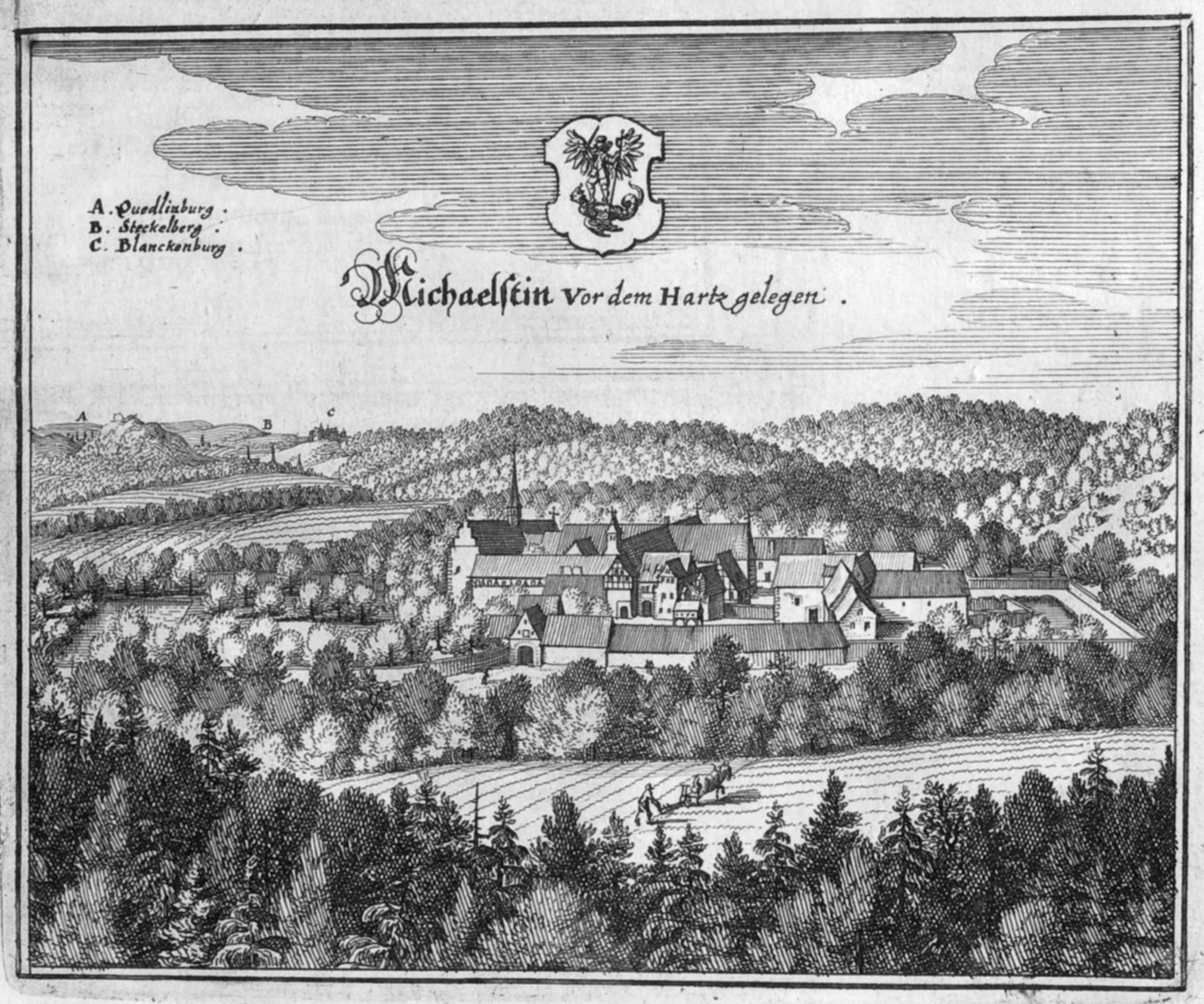
Merianstich von 1654

Mit der Einführung der Reformation in der Grafschaft Blankenburg durch Graf Ulrich X., nach anderer Zählung Ulrich XI., legte 1543 der (vorerst) letzte katholische Abt seine Würde nieder. Gregor Schwarz übergab die Abtei mit allen Liegenschaften, Einkünften und Gerechtigkeiten, mit Briefschaften und Siegeln. Danach wurde Ernst, Sohn des Grafen, als erster protestantischer Abt in Michaelstein eingeführt. Bis zum Erlöschen des adligen Geschlechts im Jahre 1599 verblieben Abtei und Prälatur in den Händen der Blankenburg-Regensteiner. Sie verpfändeten und verkauften Klosterbesitz, nutzten Michaelstein zur Schuldentilgung. Auch der nächste Besitzer der ehemaligen Zisterzienseranlagen, das Haus Braunschweig-Lüneburg, ging im gleichen Maße mit Michaelstein um. Zahlreiche Verkäufe und Versetzungen wurden fortgeführt. Setzten zunächst die Braunschweiger Herzöge sich oder ihre Söhne als Äbte ein, übernahmen später Theologen die Abtswürde.
Die Schultradition in Michaelstein geht bereits ins 15. Jahrhundert zurück. Seit 1435 studierten diverse Mönche an der Universität Leipzig. Daran knüpfte die protestantische Tradition von Schulgründungen in ehemaligen Klöstern an. Graf Ulrich gründete bereits 1544 eine Klosterschule für immerhin 24 Knaben. Diese blieb bis 1721 bestehen. Bedingt durch den Dreißigjährigen Krieg und der damit einhergehenden zwischenzeitlichen Wiederbesetzung der Klosteranlage durch Zisterzienser in den Jahren 1629–1634 und 1636–1640 kam der Schulbetrieb zum Erliegen.
Eine Weiterentwicklung des Schulwesens erfuhr Michaelstein schließlich 1717. Herzog Ludwig Rudolf richtete im bis 1720 umgestalteten Konversentrakt (Westflügel) ein Predigerseminar für fünf Kandidaten der Theologie ein, die sich hier auf ihr künftiges Pfarramt vorbereiteten. Die Abtswürde wurde nun einem Theologieprofessor der Universität Helmstedt übertragen. Zur Umgestaltung des Westflügels zählte auch die barocke Kirche, die 1720 im Beisein des Herzogs geweiht wurde.

### 19. Jahrhundert

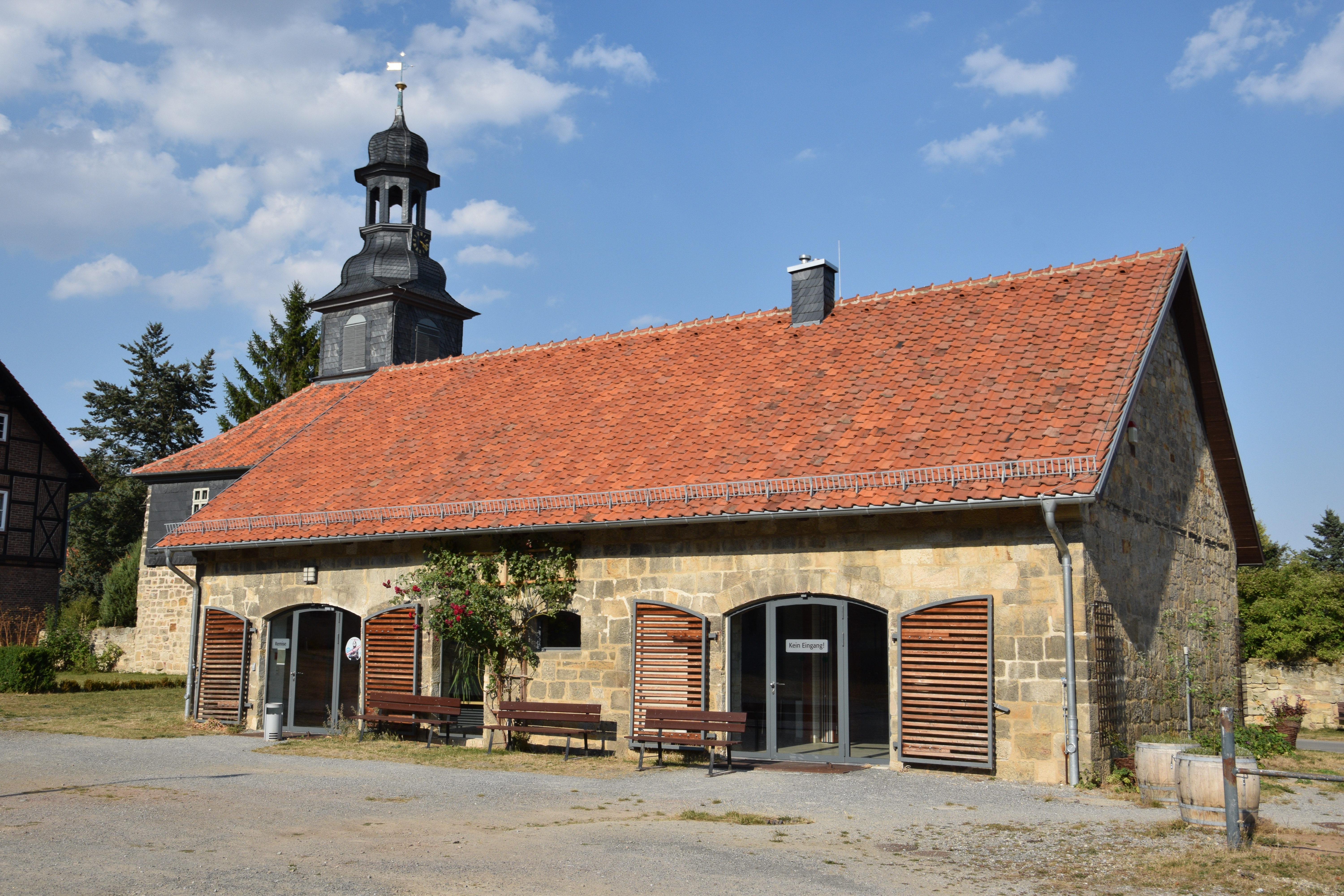
Hofgebäude als Arbeitsraum der Musikakademie

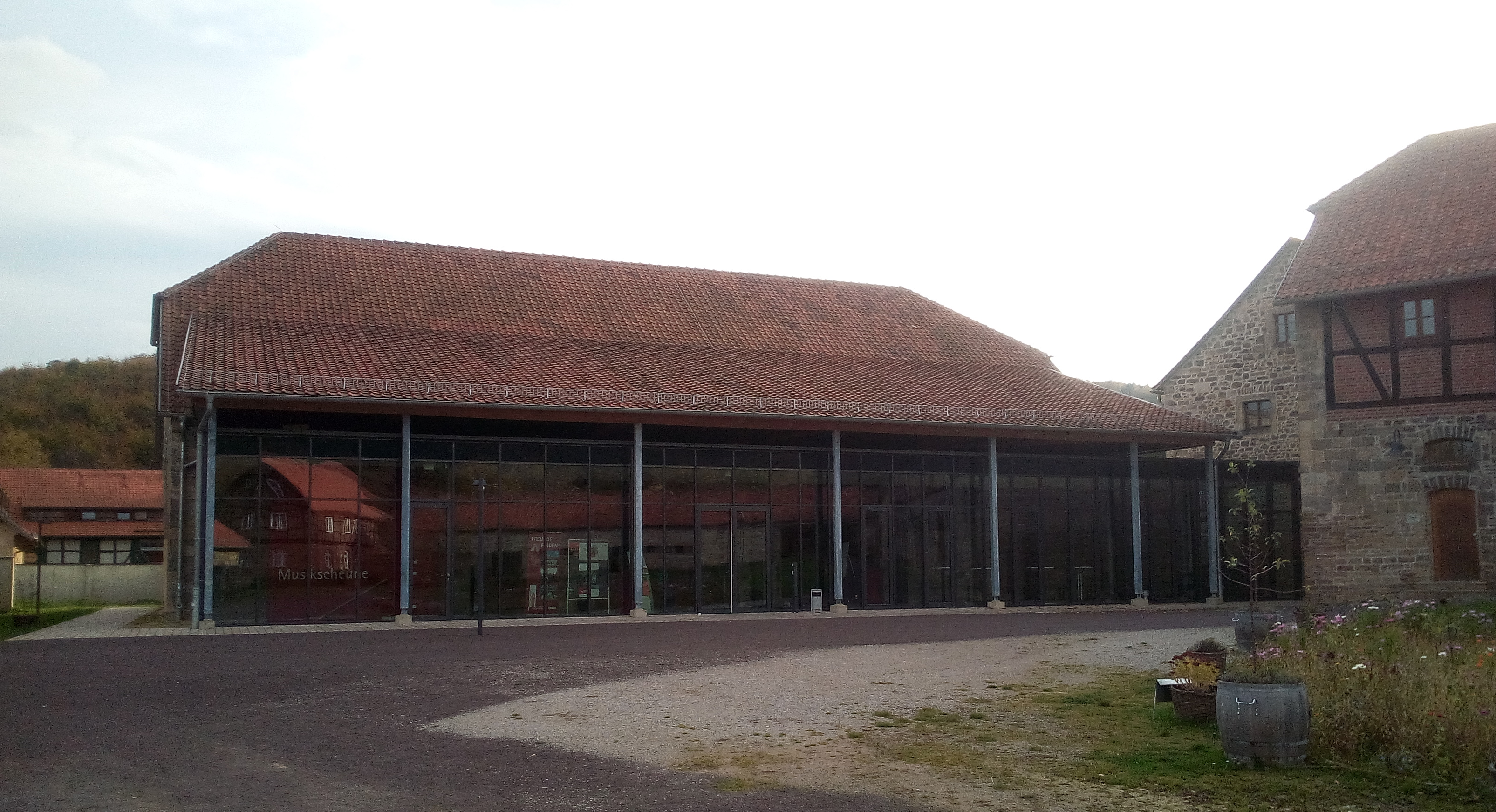
Musikscheune als Veranstaltungssaal

Mit der Gründung des Königreiches Westphalen wurden die Klostergüter eingezogen, aus ihnen französische Offiziere dotiert und das Predigerseminar geschlossen. 1815 kam Michaelstein mit allen Gütern und Liegenschaften an das Herzoghaus Braunschweig zurück. Bis ins 20. Jahrhundert blieb der Klosterbezirk Vorwerk der Domäne Heimburg. Die Klausurräume dienten Wirtschafts- und Lagerzwecken sowie den Arbeitern als Wohnung.
Aufgrund der Beratungen vom 21. September 1880 durch die Beauftragten von Anhalt, Braunschweig und Preußen übernahm die braunschweigische Regierung, auf Empfehlung durch den Kammerpräsidenten Griepenkerl, die Kosten der Einrichtung einer Zuchtanstalt für Forellen, Saiblinge und Schmerle. Die Leitung der Zuchtanstalt wurde dem „Amtsrath“ und Inhaber einer eigenen Zuchtanstalt Dieckmann, mit entsprechenden finanziellen Zusagen, übertragen.

### 20. und 21. Jahrhundert
1945 erfolgte mit der Enteignung durch die Bodenreform die Aufteilung des Klostergutes. Das Land Sachsen-Anhalt leitete erste Erhaltungsmaßnahmen ein, um dem zunehmenden Verfall der Gebäude entgegenzuwirken. Das 1952 gegründete Collegium musicum entdeckte auf der Suche nach geeigneten Proben- und Aufführungsmöglichkeiten das ehemalige Kloster für sich. Unter der Leitung von Eitelfriedrich Thom schuf es sich hier eine Heimstatt und gab 1968 im wieder hergerichteten Refektorium ein erstes Konzert.
Mit der 1977 gegründeten Kultur- und Forschungsstätte Michaelstein begann innerhalb einer umfangreichen Musizier- und Seminartätigkeit auch das Sammeln von Musikinstrumenten. Seit 1988 können im Klausurgebäude Musikinstrumenten-Ausstellungen besichtigt werden, seit den 1990er Jahren zusätzlich ein Kräuter- und Gemüsegarten.
Vom Landkreis Wernigerode sowie von der Stadt Blankenburg unterstützt, errichtete das Land Sachsen-Anhalt 1997 die Stiftung Kloster Michaelstein – Musikinstitut für Aufführungspraxis. Fünf Jahre später wurde die Musikstätte Michaelstein auch Sitz der Landesmusikakademie Sachsen-Anhalt. Die Stiftung Kloster Michaelstein – Musikakademie Sachsen-Anhalt für Bildung und Aufführungspraxis wird seit 1. Januar 2005 durch die heutige Kulturstiftung Sachsen-Anhalt (bis März 2017 Stiftung Dome und Schlösser in Sachsen-Anhalt) verwaltet.
Die ehemalige Scheune auf dem Wirtschaftshof des Klosters wurde zu einem Konzert- und Probensaal umgebaut und 2015 eröffnet.

## Liste der Äbte
Quelle: Johann Georg Leuckfeld: Antiqvitates Michaelsteinenses.& Amelunxbornenses, Historische Beschreibung Derer vormals berühmten Cistercienser Abteyen.
Zisterzienser (1146–1543)
- 1. Roger (1146–1167)
- 2. Eberhard (1178–1195)
- 3. Dietmar (1197–1204)
- 4. Konrad (1209)
- 5. Florenz (1215)
- 6. Dietrich (1219–1220)
- 7. Simon (1224–1234)
- 8. Johann (1246–1252)
- 9. Heinrich (1255–1256)
- 10. Elver (1257–1260)
- 11. Werner (1262)
- 12. Heinrich (1264)
- 13. Dietrich (1267–1272)
- 14. Heinrich (1279–1286)
- 15. Johann (1281)
- 16. Konrad (1296–1316)
- 17. Albrecht (1326–1332)
- 18. Hermann von Gheile (1357–1365)
- 19. Heinrich (1365–1366)
- 20. Dietrich (1376–1408)
- 21. Nikolaus (1409–1424)
- 22. Johann Gherwer (1431–1439)
- 23. Bertold (1440–1445)
- 24. Heinrich (1453–1461)
- 25. Alard (1509–1514)
- 26. Anton (1516–1520)
- 27. Johann (1525)
- 28. Andreas Rödel (1526–1542)
- 29. Gregor Schwarz (1542–1543)

Grafen von Blankenburg (1544–1599)
- 30. Ernst I. von Blankenburg (1544–1562)
- 31. Kaspar Ulrich von Blankenburg (1562–1575)
- 32. Ulrich von Blankenburg (1575–1578)
- 33. Ernst II. von Blankenburg (1578–1594)
- 34. Martin von Blankenburg (1594–1597)
- 35. Johann Ernst von Blankenburg (1597–1599)

Herzöge von Braunschweig-Wolfenbüttel (1599–1624)
- 36. Julius August von Braunschweig-Wolfenbüttel (1599–1617)
- 37. Christian von Braunschweig-Wolfenbüttel, der „tolle Halberstädter“ (1617–1624)

Theologen (1625–1628)
- 38. Wilhelm Böckel (1625–1628)

Zisterzienser (1629–1630, 1636–1640)
- 39. Robert Notarius (1636–1640)

Theologen (1644–1806)
- 40. Henning Brose (1644–1646)
- 41. Johann Herweg (1655–1677)
- 42. Andreas Probst (1702–1703)
- 43. Eberhard Finen (1708–1726)
- 44. Johann Lorenz von Mosheim (1727–1747)
- 45. Johann Ernst Schubert (1749–1764)
- 46. Anton Julius von der Hardt (1766–1785)
- 47. Heinrich Philipp Konrad Henke (1786–1803)
- 48. Anton August Heinrich Lichtenstein (1803–1807)

## Architektur

### Klausur
Der Kreuzgang ist der zentrale Mittelpunkt einer Klosteranlage, sowohl in spiritueller als auch kommunikativer Beziehung. Im Inneren der Klausur befindet sich ein Garten. Durch umfangreiche Erhaltungs- und Sanierungsarbeiten sind dem Besucher wesentliche Teile zugänglich.
Der heutige Eingangsbereich zum Museum Kloster Michaelstein war früher den Konversen vorbehalten. Die mittelalterliche Struktur kam im 18. Jahrhundert bei Umbaumaßnahmen gänzlich abhanden. In diesem Bereich war das Konversenrefektorium, der Speiseraum der Laienbrüder, untergebracht.
Der frühgotische Kreuzgang mit seinem Kreuzrippengewölbe verbindet alle vier Klausurflügel. Er ist das Kernstück der Anlage und diente der inneren Sammlung der Mönche. Alle Klausurräume sind von hier zu erreichen. Der aufmerksame Klosterbesucher kann an den Kreuzgangwänden noch die Vorgängerspuren des romanischen Kreuzganges erkennen. An einigen Stellen sind die ehemaligen Schmucksteine mit Pflanzenelementen zu erkennen.

#### Refektorium
Der Saal im Südflügel war der Speisesaal, in dem die Mönche gemeinsam ihre Mahlzeiten einnahmen. Während der Mahlzeiten wurde den Mönchen aus heiligen Schriften vorgelesen. Heute finden hier vorrangig Konzerte und Veranstaltungen statt. Das Refektorium ist in der nachklösterlichen Zeit verkürzt worden. Darauf deutet an der Westseite das unterbrochene Gewölbe hin. Alternierende Pfeiler und Säulen tragen das Kreuzgratgewölbe.

#### Kalefaktorium
Das Kalefaktorium war ursprünglich der einzig beheizbare Raum des Klosters. Hier in der Wärmestube konnten die Mönche sich in der kalten Jahreszeit aufwärmen. Einige Tätigkeiten durften hier ausgeführt werden: Schuhe einfetten, Kleidung trocknen und flicken. An der Nordseite ist noch das ehemalige Bodenniveau zu erahnen.

#### Parlatorium
In keinem Zisterzienserkloster fehlte der östliche Ausgang. Oft war er gleichzeitig der Sprechraum. Die Mönche traten einzeln ein, der Prior wies ihnen die Arbeit zu und händigte die entsprechenden Arbeitsgeräte aus. Von hier erreichten sie dann unmittelbar die Gärten.

#### Mönchssaal
Für die Nutzung als Stall und Vorratsraum ist der Mönchssaal nach Auflösung des Klosters baulich stark verändert worden. Der Raum diente den Brüdern einst als Studier- und Arbeitssaal. Heute wird ein Teil als Durchgang zum Kräutergarten und für die Dauerausstellung „Klostergärten: Entwicklung – Nutzung – Symbolik“ genutzt.

#### Dormitorium
Durch den gotischen Torbogen gelangten die Mönche in das Obergeschoss. Hier war über den gesamten Ostflügel der große Schlafsaal angelegt. Ursprünglich schliefen die Mönche dort gemeinsam, immer abwechselnd ein älterer ein jüngerer Mönch nebeneinander. Im späten Mittelalter erhielt jeder Mönch seine eigene Zelle. Durch die Zerstörungen des 16. Jahrhunderts verschwanden die hölzernen Zelleneinbauten. Die romanischen Fensteröffnungen sind vorhanden.

#### Kapitelsaal
Der Kapitelsaal war einst Versammlungs- und Beratungsraum der Mönche. Namensgebend ist das tägliche, morgendliche Verlesen eines Kapitels der Benediktsregel. Auch wurden hier während der Konventskapitel Strafen ausgesprochen. Von der späteren Nutzung als Kirche (1525–1720) zeugen noch heute die rot gemalten Weihekreuze an den Wänden. Es sind auch deutlich die historischen Putze aus verschiedenen Jahrhunderten erkennbar. Die beiden Säulen sind verzierte und tragen das Kreuzgratgewölbe.

#### Armarium
Der tonnengewölbte Raum lässt aufgrund seiner unmittelbaren Nähe zur Sakristei sowie zum nördlichen Kreuzgang (Lesegang) auf eine Nutzung als Armarium (Bücherzelle) schließen. In diesem Bereich befand sich auch in anderen Abteien eine Bibliothek, Zelle oder Wandnische zur Aufbewahrung liturgischer Bücher. Bei Restaurierungsarbeiten wurden Reste des Originalfußbodens entdeckt. Einige vorgefundene historische Fliesen dienten als Vorlage für die neuen.

#### „Abtskapelle“
Eine weitere Besonderheit Michaelsteins stellt die sogenannte Abtskapelle dar, die vom Zisterzienserbauschema abweicht. Hier haben sich die einzigen gotischen Maßwerkfenster der Klausurgebäude erhalten. Der sakrale Charakter der Kapelle ist an Wandnischen und am Altar zu erkennen.

#### Lesegang
Im nördlichen Kreuzgang erfolgte die abendliche Kollationslesung, nach der dieser Bereich als Lesegang oder Kollationsgang bezeichnet wird. Der Konvent versammelte sich vor dem letzten Stundengebet (Komplet) und bekam aus den Collationes des Johannes Cassianus vorgelesen. Auch die rituelle Fußwaschung – mandatum – fand hier statt. In der nordöstlichen Ecke lässt sich noch heute der ehemalige Zugang zur Klosterkirche erahnen. In den Fensterleibungen lassen sich frühneuzeitliche Graffiti der Klosterschüler wiederfinden.

#### Arkadengang
Der Arkadengang wurde erst später dem älteren Kreuzgang vorgebaut. Er ist flach gedeckt und hat keine Strebepfeiler, ist aber in seiner Architektur der gotischen Bauweise des Kreuzganges nachempfunden. Erbaut wurde er vermutlich im Zuge der Umbaumaßnahmen zur Klosterschule im 16. Jahrhundert. Hier wurden Zellen für die Schulknaben eingebaut. Im Mittelalter schloss sich direkt über dem nördlichen Kreuzgang ein Dach zur Kirchenwand an.
Das Obergeschoss des nördlichen Kreuzganges und des Arkadenganges wurde zu Beginn des 18. Jahrhunderts unter Herzog Ludwig Rudolf von Braunschweig-Wolfenbüttel umgebaut. Es entstanden dort Stuben und Kammern für die Kollegiaten des 1717 errichteten Predigerseminars. Heute befinden sich hier die Musikausstellung „KlangZeitRaum“ sowie die Bibliothek der Musikakademie.

#### Kreuzhof
Die von der Klausur umschlossene freie Fläche wird als Kreuzgangshof oder Kreuzgarten bezeichnet. Er steht für die Erinnerung an den verlorenen Paradiesgarten mit dem Baum der Erkenntnis und dem Baum des Lebens. Deswegen gehört auch in diesen Bereich das Wasser. Dem Refektorium vorgelagert war das Brunnenhaus, in dem sich die Mönche vor den Mahlzeiten wuschen. Zudem wurde hier die Tonsur geschoren. Noch im 17. Jahrhundert war ein „großer Runder Rohr wasserstein“, die Waschschale, vorhanden. Spuren lassen sich noch am Mauerwerk erahnen. Heute wird der Hof für unterschiedliche Veranstaltungen genutzt.

#### Cellarium
In diesem Bereich des Westflügels, der den Laienbrüdern vorbehalten war, befand sich im Mittelalter das Cellarium – der Keller, die Lagerräume. Vom westlichen Kreuzgang aus führen noch dieser Tage Stufen in die Kellerräume hinab. Seine heutige Gestalt erhielt er durch die Umbauarbeiten Anfang des 18. Jahrhunderts im Auftrag des Herzogs Ludwig Rudolf von Braunschweig-Wolfenbüttel. Die barocke Kirche im nördlichen Teil wurde 1720 im Beisein des Herzogs geweiht. Im südlich gelegenen Erdgeschoss – im Bereich der heutigen Museumskasse und des Shops – entstanden Stuben für den Abt und den Prior.

### Außenanlage
Nicht nur die Klausurbereiche haben sich recht gut erhalten, auch auf der Außenanlage können noch zisterziensische Spuren entdeckt werden, gleichwohl es neuzeitliche Um- bzw. Neubauten gab. Es ist schwer zu rekonstruieren, wie genau der mittelalterliche Wirtschaftshof ausgesehen hat.

#### Torhaus
Der Klosterbesucher gelangt vom neu angelegten Besucherparkplatz ins Kloster. Wie zur Zeit der Zisterzienser befindet sich hier noch heute das Torhaus/Pforthaus. In der Regel war nur durch dieses verschließbare Tor der Zu- und Austritt aus der Klosteranlage möglich. Weitere Tore dienten ausschließlich wirtschaftlichen Zwecken. Der Besucherstrom wurde durch das Torhaus gelenkt. Der Pfortenbruder hatte die wichtige Aufgabe, über die Einhaltung der Ordensvorschriften, wer das Kloster betreten durfte, zu wachen. Er war die erste Kontaktperson des Klosters zur Außenwelt, er empfing Gäste und verteilte Almosen an Arme. Mit der Umgestaltung des westlichen Klausurbereiches im 18. Jahrhundert erfuhr auch das Torhaus eine bauliche Veränderung und eine barocke Umgestaltung. Innerhalb des Torhauses haben sich Überreste der Pilger- und Frauenkapelle erhalten. Frauen durften das Zisterzienserkloster eigentlich nicht betreten und sollten in eigens dieser Kapelle zumindest Gottesdienst feiern dürfen. An die Pilger- und Frauenkapelle schloss sich in der Regel immer das Gästehaus an. Eine gleiche Verwendung findet das Gebäude auch heute, in dem es für den Hotel- bzw. Tagungsbetrieb als Unterkunft zur Verfügung steht.

#### Wirtschaftshof
Das langgestreckte Gebäude an der Westseite des Hofes wurde über die Jahrhunderte als Stall und Scheune genutzt. Nach umfangreichen Bauarbeiten in der jüngsten Vergangenheit konnte der südliche Teil, ehemals Kuhstall, mit Gästezimmern ausgestattet werden. Im älteren nördlichen Teil stehen heute vier Proben- und Seminarräume zur Verfügung.
Vom benachbarten barocken Gebäude ist bisher kein Vorgängerbau aus klösterlicher Zeit bekannt. Das Fachwerk weist in das 18. Jahrhundert als Entstehungszeit. In alten Lageplänen und anderen schriftlichen Quellen wird das Gebäude als „Amts-Wohngebäude“ oder „Amtswohnhaus“ bezeichnet. Heute befindet sich hier das Hotel und Gasthaus „Zum weißen Mönch“.
Südlich davon befindet sich das allgemein als Abtshaus bezeichnete Gebäude, das in historischen Karten aber als Meierei oder Hofmeisterwohnung bezeichnet wird. Daneben steht die große Musikscheune, heute Ort für Proben und Konzertaufführungen.
Ein Zeuge der wirtschaftlichen Tätigkeit der Michaelsteiner Zisterzienser sind die über 20 Fischteiche vor, auf und hinter dem ehemaligen Klostergelände.
Am südlich vorgelagerten Brauhaus hat sich teilweise mittelalterliche Bausubstanz erhalten.

## Klostergärten
Im Kloster Michaelstein sind auf historischem Boden und nach mittelalterlichen Quellen ein Kräutergarten und ein Gemüsegarten neu angelegt worden.

### Kräutergarten
Auf der sonnigen, windgeschützten Südseite des Klostergebäudes liegt der Kräutergarten. Er ist umfriedet von der alten Außenmauer und bietet einen Blick auf den bewaldeten Talausgang. Ein verschütteter Brunnen, gute klimatische Bedingungen und das hervorragende Gedeihen seltener sowie wärmeverwöhnter Kräuter lassen die Annahme zu, dass sich hier bereits zur Zeit der Mönche ein Garten befand. Seit 1990 ist der neu angelegte Garten öffentlich zugänglich. Auf knapp 800 m² wachsen etwa 260 verschiedene Kräuter des Mittelalters nach Vorbild eines in sich abgeschlossenen Klostergartens (hortus conclusus). Der klösterliche Kräutergarten nahm früher als Heilmittellieferant und Apotheke eine wichtige Stellung ein. Das Herzstück des Gartens bilden die mit Holzplanken eingefassten Kräuterhochbeete. Sie wurden nach Quellen aus dem 9. Jahrhundert angelegt.

### Gemüsegarten
Der Ostseite des Klostergebäudes ist seit dem Jahr 2000 wieder ein Gemüsegarten vorgelagert. Hier war der klassische Ort klösterlicher Gärten. In Michaelstein ist er zumindest bis in das 18. Jahrhundert als bewirtschaftete Gartenanlage anzunehmen. Auf dieser Fläche befinden sich heute analog historischer Vorbilder langgestreckte Wege und Pflanzstreifen.
Die etwa 100 angebauten Pflanzen repräsentieren insbesondere die „feinen Gemüse“ und „Würzen“ der Mönchstafel sowie deren gewöhnliche Hausgemüse und Ackerfrüchte. Um einen Einblick in das pflanzliche Nahrungsmittelangebot vergangener Zeiten bieten zu können, werden ergänzend noch einige Feldfrüchte, Getreide, Obstsorten und essbare Blütenpflanzen vorgestellt. Beispiele eingebürgerter Gemüse des 16. bis 18. Jahrhunderts sind dem klösterlichen Gemüsegarten hinzugefügt. Die ursprünglichen Anbauflächen der gewöhnlichen Ackergemüse, wie zum Beispiel Kohl und Linsen, sind im Gegensatz zum „feinen Gemüse“ außerhalb der Klostermauern zu vermuten.

## Musik

### Orchester
1952 gründete Eitelfriedrich Thom ein Collegium musicum, das 1965 den Namen Telemann-Kammerorchester Michaelstein bekam. Auf Thoms Initiative wurden Gebäude des Klosters wiederhergerichtet. 1988 wurden einige Musiker des Telemann-Kammerorchesters mit historischen Instrumenten als Barockensemble des Telemann-Kammerorchesters fest angestellt. 1995 kam durch die Kürzung der Mittel das Aus für die große Besetzung des Telemann-Kammerorchesters, welches mit modernen Instrumenten spielte. Unter dem Namen Telemann-Kammerorchester firmierte nun das Barockensemble, das ausschließlich auf historischen Instrumenten spielte.
Ab 2000 wurde das Orchester schrittweise ausgegliedert und in die Selbstständigkeit entlassen. Einige Zeit später kam es zum Bruch zwischen den Musikern. Die Witwe von Eitelfriedrich Thom führte das Telemann-Kammerorchester mit modernen Instrumenten weiter, unter dem alten Namen, jedoch ohne Bindung an das Kloster Michaelstein. Die anderen Musiker formierten sich unter dem Namen Telemannisches Collegium Michaelstein und spielen auf historischen Instrumenten.

### Chansontage Kloster Michaelstein
Die DDR-offenen Chansontage im Kloster Michaelstein fanden zwischen 1976 und 1984 im Kloster, später in Langeln (1986–1990) statt und wurden nach einer Idee von Klaus Stepputat vom „Arbeitskreis Chanson & Lyrik beim Telemann-Kammerorchester“ (Leitung: Wolfgang Schlemminger) ins Leben gerufen. Dort trafen sich kritische Liedermacher und Folkmusiker zu Werkstatttagen, wobei es jeweils drei öffentliche Veranstaltungen gab: ein Eröffnungsprogramm, ein großes Samstagabendkonzert im Refektorium und ein Kinderprogramm am Sonntagvormittag. Langjährige künstlerische Leiter für die Teilnehmer ab 1978 waren Werner Bernreuther (Schauspieler, Liedermacher) und Bernd Guhr (Schauspieldozent Theaterhochschule Leipzig). Bei einzelnen Treffen waren zum Beispiel auch Reiner Otto (Leipziger Kabarett Pfeffermühle), Reinhard Kunert (Schauspieler, Regisseur), Armin Gropp (Gitarrenbauer) und Peter Freiheit (Komponist) als Mentoren tätig.
An den Abenden fand im Klosterkeller der traditionelle Sängerwettstreit analog jenem auf der Wartburg statt.
Zu den Teilnehmern gehörten Gerhard Schöne, Dieter Beckert, Karl-Heinz Saleh (Schulz), das Duo Piatkowski & Rieck, Hubertus Schmidt und Susanne Grütz, Jens-Paul Wollenberg, Stephan Krawczyk, Andreas Reimann und Thomas Riedel. Viele von ihnen erhielten Preise zu den Nationalen Chansontagen.

### Stiftung Kloster Michaelstein
1977 erfolgte die Gründung der Kultur- und Forschungsstätte, des späteren Instituts für Aufführungspraxis der Musik des 18. Jahrhunderts. 1988 folgte das Museum mit einer Sammlung vorrangig historischer Musikinstrumente. 1997 erfolgte die Umwandlung des Instituts in die öffentlich-rechtliche Stiftung Kloster Michaelstein – Musikinstitut für Aufführungspraxis.

### Musikakademie Sachsen-Anhalt
Seit 2002 ist auch die Landesmusikakademie Sachsen-Anhalt hier eingerichtet. Seither ist die Stiftung auch unter dem Namen Stiftung Kloster Michaelstein – Musikakademie Sachsen-Anhalt für Bildung und Aufführungspraxis bekannt. Die Musikakademie Sachsen-Anhalt veranstaltet Konferenzen und Seminare und macht durch weiterführende Forschung auf sich aufmerksam.

### Michaelsteiner Klosterkonzerte
In der Musikscheune finden im Rahmen der Musikfeste Sachsen-Anhalt jährlich die Michaelsteiner Klosterkonzerte statt.

### „KlangZeitRaum – Dem Geheimnis der Musik auf der Spur“
2012 wurde unter großen finanziellen Anstrengungen eine neue multimediale Dauerausstellung im Obergeschoss des West- und in Teilen des Nordflügels der Klausuranlage eingerichtet. „KlangZeitRaum – Dem Geheimnis der Musik auf der Spur“ veranschaulicht anhand von Musikinstrumenten aus vier Jahrhunderten, wie sich Klänge und Musikinstrumente mit der Zeit veränderten. Jeder Ausstellungsraum, nach Farben gegliedert, ist einem Thema (Klang, Zeit, Raum, Instrumentengattungen) gewidmet. In der Herzogsloge kann durch eine Ton-Licht-Inszenierung die Zeit der barocken Kirchenmusik anhand eines Auszugs von Bachs Weihnachtsoratorium nachempfunden werden. Im Musiksalon werden Gespräche und Musikwerke präsentiert. Modelle und Experimentierstationen veranschaulichen, wie sich die Tonerzeugung durch Weiterentwicklung von Instrumenten verändert hat. Eine „Zeitmaschine“ stellt Musikbeispiele unterschiedlicher Epochen vor.
Für Kinder sind entsprechende Stationen eingebaut, auf die „Kater Michel“ als Maskottchen der Dauerausstellung hinweist und die Kinder zum Mitmachen auffordert.

### „Musikmaschine“ des Salomon de Caus
Nach den Plänen von Salomon de Caus haben Wissenschaftler der Technischen Hochschule Aachen im Rahmen eines Forschungsprojektes 1998 ein besonderes Musikinstrument gebaut: Angetrieben von drei Wasserrädern werden eine stiftwalzengesteuerte Orgel und eine Nymphenfigur in Bewegung gesetzt.
In einem eigens errichteten Gebäude auf dem Wirtschaftshof des Klosters Michaelstein wird diese technische Meisterleistung seit April 2019 wieder präsentiert.

## Angebote für Besucher
Das ganze Jahr über finden Konzerte und Veranstaltungen im Kloster statt, darunter „Michaelsteiner Klosterkonzerte“, „Talente-Schmiede“, „Klingendes Museum“, „Kluge Donnerstage“ oder „Sonntagsführungen“. Das Spektrum reicht von Auftritten von Nachwuchsmusikern über international bekannte Interpreten bis hin zu renommierten Fachleuten. Im Nordflügel der Anlage befindet sich eine Musikbibliothek, welche öffentlich zugänglich ist.
Führungen durch die Klosteranlage mit dem nach dem Vorbild historischer Pläne angelegten Kräuter- und Gemüsegarten sowie die Musikausstellung „KlangZeitRaum“ werden ganzjährig durchgeführt. Ein Anziehungspunkt im Sommer ist das „Michaelsteiner Klosterfest“ am ersten Sonntag im August, das Kunst, Musik und Natur verbindet.
Das Kloster beteiligt sich seit 2008 am Harzer Klostersommer.

## Trivia
2016 wurde im Kloster Michaelstein eine Folge der ARD-Serie Alles Klara gedreht.